# Sebastian (film)
Sebastian (v originále När alla vet) je norsko-švédský hraný film z roku 1995, který režíroval Svend Wam podle vlastního scénáře. Film popisuje osudy mladíka, který prochází obdobím coming outu.

## Děj
Sebastianovi je 16 let a některé věci si nechává pro sebe. Jeho matka je psycholožka a snaží se mu porozumět, což Sebastian odmítá. Je léto a Sebastian tráví volný čas se svými přáteli, ale jeho vztah s Lisbeth se rozpadá. Sebastian je totiž tajně zamilovaný do svého kamaráda Ulfa. Když ho jednou znenadání políbí, Ulf ho odmítne. Sebastian má sice podporu rodičů, ale přesto se cítí osamělý. Naštěstí Ulf jejich přátelství neodmítne. Také Lisbeth dojde, jak je to se Sebastianem a Sebastian následně pochopí, že jeho přátelé nevidí v jeho sexuální orientaci žádný problém.

## Obsazení
| Hampus Björck       | Sebastian |
| Nicolai Cleve Broch | Ulf       |
| Ewa Frölingová      | matka     |
| Helge Jordal        | otec      |
| Rebecka Hemse       | Lisbeth   |
| Lena Olander        | Linda     |
| Emil Lindroth       | Jan       |
| Karin Hagås         | Inga      |
| Mira Mandoki        | Lisa      |
| Stig Torstensson    | Fyllie    |